# Hydraena finniganensis
Hydraena finniganensis är en skalbaggsart som beskrevs av Perkins 2007. Hydraena finniganensis ingår i släktet Hydraena och familjen vattenbrynsbaggar. Inga underarter finns listade i Catalogue of Life.